# 圆果金丝桃
圆果金丝桃（学名：Hypericum longistylum sp. giraldii）为藤黄科金丝桃属下的一个亚种。

## 扩展阅读
- 維基物種上的相關：圆果金丝桃